# Чжао Менцзянь
Чжао Менцзянь (趙孟堅, 1199 —1295) — китайський художник, державний службовець часів періоду Південна Сун.

## Життєпис
Походив з імператорської родини Чжао, що правила Китаєм під ім'ям династія Сун. Народився у м. Хайян (сучасна провінція Чжецзян). У 1226 році склав імператорський іспит й отримав вищу вчену ступінь цзіньши. Спочатку служив в адміністрації Хучжоу. Згодом був призначений суддею області Яньчжоу, що охоплювало сьогоднішні території районів Цзяньде, Чуньань і Тунлу провінції Чжецзян. На цій посаді він залишався майже до кінця життя. Помер у 1295 році.

## Творчість
Він був фахівцем у зображенні нарцисів, слив, орхідей, бамбука і скель, але нарциси вдавалися йому найкраще. Його зараховують до групи так званих «Три друга зими» — митців та поетів, які оспівували або зображували художню композицію сливи, бамбук та сосни у зимовий період. Усі картини-сувої написані монохромною техникою з використанням чорної фарби. Одним з найбільш відомих творів Чжао Менцзяня є сувій «Нарциси», що зберігається у Тяньцзінському музеї.